# 里見家基
里見 家基（さとみ いえもと、応永16年（1409年）？ - 永享11年2月10日（1439年3月24日）あるいは嘉吉元年4月16日（1441年5月6日））は、室町時代の武将。官位は刑部少輔、修理亮。

## 出自
家基は常陸国茨城郡宍戸荘小原城を拠点とした小原里見氏の出身。鎌倉公方の奉公衆としての里見氏の初見は正平20年（1365年）であり、足利基氏の下で里見殿散位師義が六波羅蜜寺に馬を奉納している。『永享記』によると、永享の乱で死亡した里見治部少輔は稲村公方・足利満貞の馬廻衆を務めていたとされる。『鎌倉大草紙』によると、父の家兼は康暦元年（1379年）に足利氏満から所領を安堵されたという。

## 生涯
家基は鎌倉公方足利持氏の奉公衆で多賀郡手綱郷の地頭であった。佐竹の乱の鎮圧に貢献したことで足利持氏によって宍戸荘小原郷の地頭職を与えられたので、弟の民部少輔満俊に小原郷を管理させたという。子供には兵庫助基宗がいたとされるが、高萩市上手綱の朝香神社には応永5年（1398年）と応永23年（1416年）の棟札があり、その頃に手綱郷の地頭であったとされる。
永享10年（1439年）に持氏が将軍足利義教に反旗を翻して永享の乱を起こした折に、持氏に従い活動したものの、戦死している。
あるいは、結城氏朝が永享12年（1441年）に持氏の遺子を擁立して将軍義教に抵抗した結城合戦において戦死した里見修理亮が家基であるとする説もある。修理亮は、籠城した結城城を上杉憲実に包囲されて進退窮まり、落城に際し氏朝や子の家氏らと共に討死した。
家基の子とされる義実は命からがらに脱出して安房に流れ、そこで里見氏を再興したというが、安房の国人たちや、安房への過程で通過する三浦半島の領主三浦時高は反持氏派であり、結城合戦の際も将軍に同調して結城方を攻めているので、持氏に与した里見の者を看過するはずもなく、さらに義実は応永19年（1412年）生まれであり、家基と年齢的に父子関係があるかどうかも踏まえて、義実脱出の伝承については虚構の疑いが持たれている。ただし、家基自身の存在は確実視されている。